# Копечана
Копечана (рум. Copăceana) — село у повіті Васлуй в Румунії. Входить до складу комуни Фелчу.
Село розташоване на відстані 262 км на північний схід від Бухареста, 40 км на південний схід від Васлуя, 96 км на південь від Ясс, 103 км на північ від Галаца.

## Населення
За даними перепису населення 2002 року у селі проживали 709 осіб, усі — румуни. Усі жителі села рідною мовою назвали румунську.